# Ocalemia hayashii
Ocalemia hayashii là một loài bọ cánh cứng trong họ Cerambycidae.